# Nowa Polanka

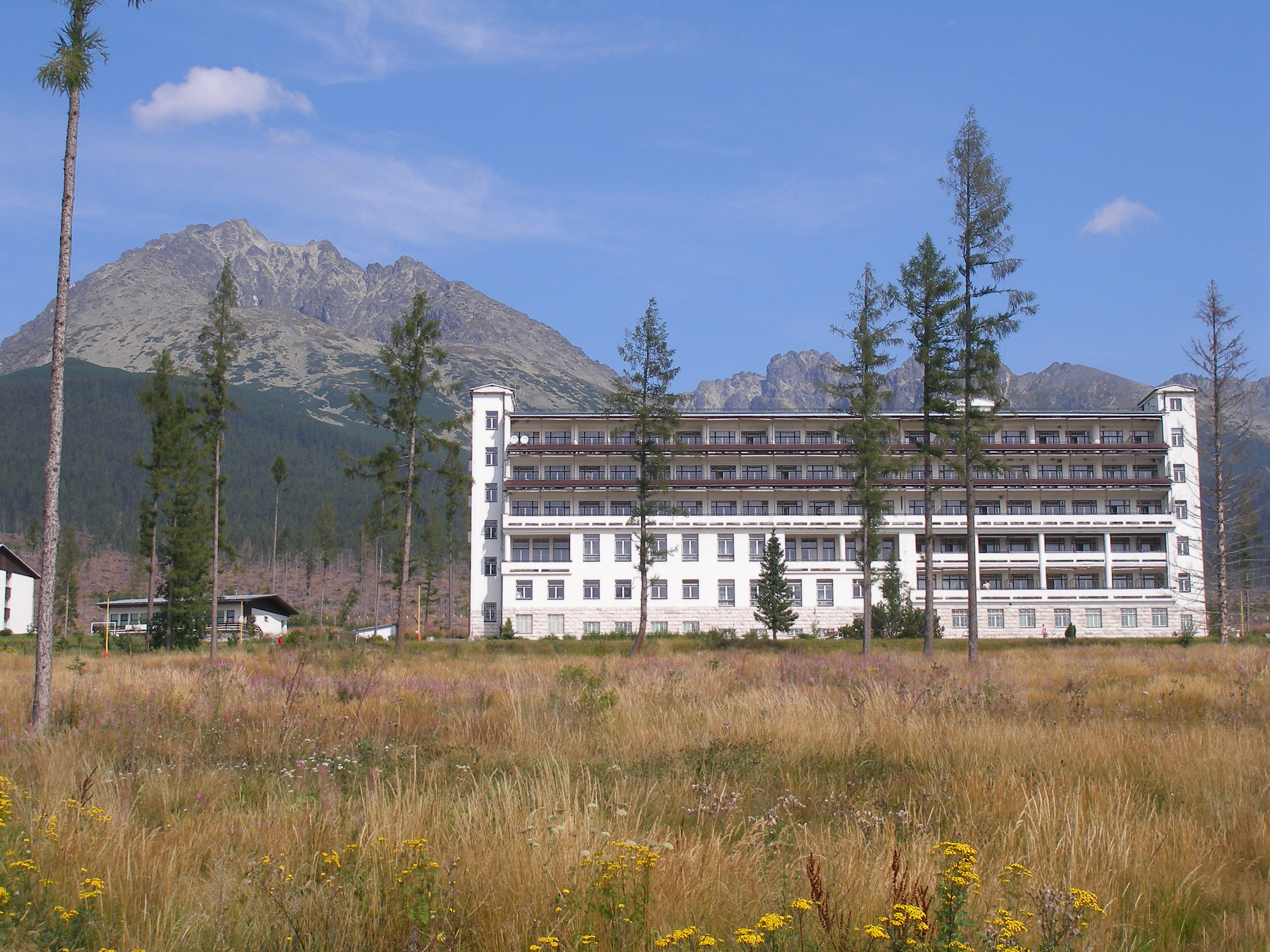
Sanatorium wojskowe, w tle Gerlach

Nowa Polanka (słow. Nová Polianka, niem. Neuweszterheim, węg. Újszéplak) – osiedle u południowych podnóży Tatr Wysokich na Słowacji, położone przy Drodze Wolności między Tatrzańską Polanką a Wyżnimi Hagami. Administracyjnie należy do miasta Wysokie Tatry.
Nowa Polanka znajduje się na wysokości 1060 m n.p.m. przy wylocie walnej Doliny Batyżowieckiej oraz Doliny Stos, nieco na wschód od Batyżowieckiego Potoku spływającego tą pierwszą. Nad miejscowością wznoszą się szczyty Gerlachu i Kończystej.
Miejscowość powstała po II wojnie światowej, w 1946 r. Projektodawcą był bratysławski architekt Milan Harminec. W osiedlu powstało sanatorium wojskowe, które otwarto w 1956 r.
Oprócz Drogi Wolności (przy której znajduje się przystanek autobusowy) przez Nową Polankę przebiega linia kolei elektrycznej ("elektriczki") ze Szczyrbskiego Jeziora do Tatrzańskiej Łomnicy i Popradu. W miejscowości znajduje się poczta i leśniczówka. Ok. 1 km na wschód od Nowej Polanki położony jest Danielowy Dom.
Nazwa Nowej Polanki nawiązuje do sąsiedniego osiedla, Tatrzańskiej Polanki.